# Johann Heinrich Schwalm
Johann Heinrich Schwalm (* 17. Februar 1864 in Seigertshausen; † 21. Juli 1946 in Treysa) war ein deutscher Lehrer, Schulrat, Heimatforscher und Dichter.

## Leben und Wirken
Schwalm besuchte von 1881 bis 1884 das Lehrerseminar in Homberg (Efze). Er war von 1884 bis 1919 Lehrer und Kantor in Obergrenzebach. Seit 22. November 1885 war er mit Martha Katharina Elise Heil verheiratet. 1919 wurde er Schulinspektor, 1921 Kreisschulrat der Kreise Ziegenhain und Kirchhain. Im Jahr 1924 wurde er pensioniert.
Schwalm trieb biologische und geologische Studien. Dabei arbeitete er mit der Preußischen Geologischen Landesanstalt und verschiedenen Geologen zusammen, u. a. mit Max Blanckenhorn, Emanuel Kayser und August Denckmann. Er engagierte sich in der Erwachsenenbildung  und verschiedenen Vereinen. Zusammen mit J. H. Kranz verfasste er eine Reihe von Gedichten. Diese zeichnen sich durch einen urwüchsigen und feinsinnigen Humor aus (sinngemäßes Zitat aus einem Geleitwort des Landrates des Kreises Ziegenhain). Diese und andere Texte in Schwälmer Mundart haben die kulturelle Identität der Schwalm in erheblichem Maße geprägt. Er veröffentlichte Texte zur Hessischen Landes- und Volkskunde sowie zahlreiche weitere Schriften, die in der Deutschen Nationalbibliothek verzeichnet sind.
Johann Heinrich Schwalm war ein Kenner der Schwalm.

## Werke
- Schnurrant aus Hessenland mit Heinrich Ruppel, 1942
- Hannhinnerchs junge Jahre, 1940
- Handwerksehr und Handwerksuz, 1938
- Um Haus und Hof, 1921
- Die Enkeltochter der Hex, 1921
- Hessentreue, 1921
- Kriegstrauung, 1921
- Mit Rucksack und Hammer durch Kellerwald und Knüll, 1919
- Aus Sagas Schloß, 1919
- Falleppel on Läsreiser, 1917
- Ous Ellervotersch Eppelkist, 1917
- Jonker Hoose
- Schwälmer Wees (Schwälmer Weizen), 1913

## Belege
1. 1 2 3 4 5 6 7 8  Johann Heinrich Schwalm: Aus meinem Leben. Treysa 1933. In: Schwälmer Heimatbund e.V. (Hrsg.): Schwälmer Jahrbuch 1984. Ziegenhain 1984, S. 16–36.
2. 1 2 3 4  Johann Heinrich Kranz, Johann Heinrich Schwalm: Kreizschwerneng, Spaß muss seng. Gedichte in Schwälmer Mundart. Gesamtausgabe der Teile 1 (1906), 2 (1911) und 3. Verlag Schwälmer Heimatbund e.V., Ziegenhain, 1985.
3. ↑  Johann Heinrich Schwalm: Mit Rucksack und Hammer durch Kellerwald und Knüll. Elwert, Marburg 1919.
4. ↑  Johann Heinrich Schwalm: Grabungen im Wichtelloch bei Obergrenzebach. Schulchronik Obergrenzebach 1933. Wiederabdruck in: Schwälmer Heimatbund e.V. (Hrsg.): Schwälmer Jahrbuch 2007. Ziegenhain 2007, S. 154–156.
5. ↑  Johann Heinrich Kranz, Johann Heinrich Schwalm: Kreizschwerneng, Spaß muss seng. Gedichte in Schwälmer Mundart.  Verlag Schwälmer Heimatbund e.V., Ziegenhain 1960.
6. ↑  Johann Heinrich Schwalm: Die Schwalm. In: Carl Hessler (Hrsg.): Hessische Landes- und Volkskunde. Band II. Elwert Marburg/Lahn 1904, S. 229–338.
7. ↑  Johann Heinrich Schwalm: Der Kreis Ziegenhain. In: Carl Hessler (Hrsg.): Hessische Landes- und Volkskunde. I/2. Elwert Marburg/Lahn 1904.
8. ↑  Grieben-Reiseführer Band 230: Oberhessen, Kurhessen und Waldeck. Verlag Karl Thiemig AG, München 1981 8. Auflage S. 205

| Personendaten    | Personendaten                |
| ---------------- | ---------------------------- |
| NAME             | Schwalm, Johann Heinrich     |
| KURZBESCHREIBUNG | deutscher Lehrer und Dichter |
| GEBURTSDATUM     | 17. Februar 1864             |
| GEBURTSORT       | Seigertshausen               |
| STERBEDATUM      | 21. Juli 1946                |
| STERBEORT        | Treysa                       |